# 필리핀날원숭이
필리핀날원숭이 (Cynocephalus volans)는 날원숭이목에 속하는 현존하는 2종의 날원숭이 중의 하나이다. 그리고 이 종은 필리핀날원숭이속(Cynocephalus)의 유일종이다. 천적은 필리핀수리 다.

## 서식 분포
필리핀날원숭이는 필리핀의 토착종이다. 개체군은 민다나오섬과 보홀 지역에 집중적으로 분포한다.